# Диаш, Балтазар
Балтаза́р Ди́аш (порт. Baltazar Dias; до реформы 1911 года могли встречаться варианты порт. Balthazar Dias, Balthezar Dias, Balthasar Dias; родился на Мадейре, даты рождения и смерти неизвестны) — португальский поэт и драматург, популярный автор ауту для народного театра XVI века в Португалии эпохи Возрождения.

## Биография
Годы рождения и смерти неизвестны. Родился на острове Мадейра и, видимо, жил между последними годами правления Мануэла I (король Португалии в 1495—1521 годах) и первыми годами правления Себастьяна I (правил в 1557—1578 годах), то есть жизненный путь относится к временам короля Жуана III. Перебрался на материк ещё в молодости. В Португалии, несмотря на слепоту, посвятил себя занятиям литературой не только по призванию, но также по необходимости зарабатывать на жизнь. Собственные стихи говорят о том, что женатым не был.
Некоторые владельцы книжных магазинов использовали его слепоту в корыстных целях, публикуя стихи поэта под своими именами, поскольку знали, когда Диаш декламировал их в городах и деревнях ради получения денег, они имели там успех. Осознав это, по примеру Жила Висенте поэт добился в 1537 году выдачи королевской привилегии по исключительному праву издавать и продавать собственные сочинения. Данная привилегия некоторым образом облегчила материальное положение Диаша, поскольку он происходил из бедной семьи и не имел других средств существования.

## Творчество
Из всех португальских поэтов-драматургов Балтазар Диаш наиболее почитаем и любим народом. Его ауту ставились почти в каждой деревне, где жил хоть один грамотный брадобрей или сапожник. Т. Брага, Ж. А. Сарайва и О. Лопеш относили драматурга к авторам школы Жила Висенте (порт. «escola vicentina»). Бо́льшую часть сочинений последователей Жила Висенте Сарайва и Лопеш разделили на три  жанра: фарс, новеллистический ауту (auto novelesco — рыцарский или романтический) и религиозный ауту. Почти все сочинения Балтазара Диаша Сарайва и Лопеш отнесли к жанру религиозного ауту, точнее к одному из его двух ответвлений, описывавшему жития святых. Сочинения Балтазара Диаша снискали широкую и продолжительную популярность, его ауту ставились в народном театре даже в начале XX века и продолжают жить в бразильском фольклоре.
При жизни автора его пьесы не публиковались отдельными изданиями и не вошли в первую антологию из 12 ауту и комедий 1587 года, собранных Афонсу Лопешем, а расходились в виде «летучих листков» (порт. folha-volante), как и в случае с Антониу Рибейру Шиаду. Книжные публикации ауто вышли посмертно. 
Постановки
- 1578—1612 — Auto de Santo Aleixo[10]
- 1578—1612 — Auto de Santa Catarina[10]
- 1578—1612 — Auto do Nascimento de Cristo[10]
- 1578—1612 — Auto de El-Rei Salomão[10]
- 1578—1612 — Tragedia do Marquês de Mântua[10]

Ж. А. Сарайва и О. Лопеш дополнили данный перечень ауту Paixão de Cristo, Feira da Ladra, Príncipe Claudiano, História da Imperatriz Porcina, а также нравоучительные песни Malícia das Mulheres и Conselhos para bem casar.
Лучшим считается Auto de Santo Aleixo. Несмотря на огромную популярность, на славу первого народного португальского поэта (в отличие от придворных поэтов), пьесы драматурга лишены оригинальности. Сюжеты Santo Aleixo и Santa Catarina взяты из «Золотой легенды» Иакова Ворагинского, а História da Imperatriz Porcina переведена из «Зерцала исторического» (Speculum historiale) Винсента из Бове.

## Публикации
- Dias B. Autos, romances e trovas :  [порт.] / Ed., introdução,fixação de texto, notas e glossário por Alberto Figueira Gomez. — 1.ª edição. — Lisboa : Imprensa nacional-Casa da Moeda, 1984. — 416 p.